# Sint-Martinusscholen Herk-de-Stad

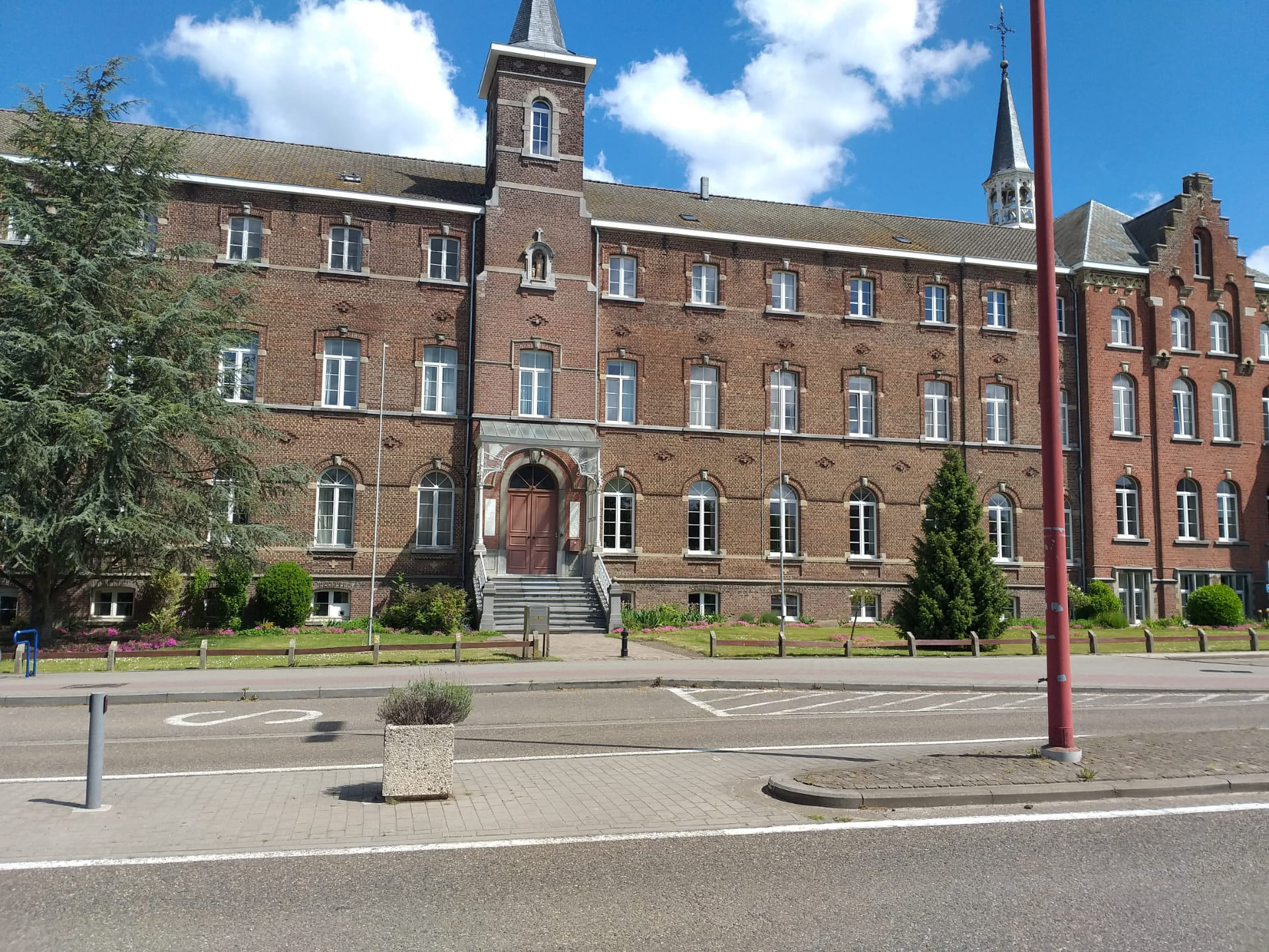
Voorzijde van de school (2020)

Sint-Martinusscholen is een katholieke middelbare school/scholengroep in de Belgische plaats Herk-de-Stad. 
De school bestaat uit een onderbouw, Campus Ursula, en een bovenbouw, Campus Amandina. De school beschikte tevens over een internaat. Op 30 juni 2023 werd het internaat gesloten.
Op 29 april 2022 wonnen de leerlingen van de school de FIRST LEGO League. Op 22 mei 2022 wonnen de leerlingen tevens de Beneluxeditie van de wedstrijd.